# Матонго (комуна)
Матонго — одна з комун провінції Каянза, на півночі Бурунді. Центр — однойменне містечко Матонго.